# جبل تيأب
جبل تيأب ويسمى أيضا جبل الخزان، أحد جبال المدينة المنورة ويقع شرق جبل أحد ويبعد عنه تقريبًا 631 متر، ويبلغ إرتفاعه 2,036 قدم.